# Moataz Zemzemi
Moataz Zemzemi (in arabo معتز الزمزمي‎?; Tunisi, 7 agosto 1999) è un calciatore tunisino, centrocampista del Club Africain.

## Caratteristiche tecniche
È un esterno sinistro.

## Carriera

### Club
Cresciuto nelle giovanili del Club Africain, ha esordito con la prima squadra il 10 aprile 2016 in occasione del match di campionato pareggiato 1-1 contro l'Espérance Zarzis.
Nel 2017 ha disputato 5 incontri nella Coppa della Confederazione CAF segnando due reti.
Nel 2018 è stato ceduto allo Strasburgo.

### Nazionale
Nel 2019 ha giocato una partita con la nazionale tunisina.

## Palmarès

### Competizioni nazionali
- Coppa di Tunisia: 1

Club Africain: 2017-2018
- Coppa di Lega francese: 1

Strasburgo: 2018-2019